# Michael Walsh (dessinateur)
Pour l’article homonyme, voir Michael Walsh.
Michael Walsh (né en 1986) est un dessinateur de bande dessinée canadien qui travaille pour l'industrie américaine du comic book, en particulier Marvel Comics et Image Comics.

## Récompenses
- 2019 : Prix Eisner du meilleur recueil pour The Vision (avec Tom King et Gabriel Walta)[1]